# Praetaxila
Praetaxila is een geslacht van vlinders uit de familie van de prachtvlinders (Riodinidae), onderfamilie Nemeobiinae.
Praetaxila werd in 1914 voor het eerst wetenschappelijk beschreven door Fruhstorfer.

## Soorten
Praetaxila omvat de volgende soorten:
- Praetaxila albiplaga (Röber, 1886)
- Praetaxila eromena (Jordan, 1912)
- Praetaxila heterisa (Jordan, 1912)
- Praetaxila huntei (Sharpe, 1903)
- Praetaxila satraps (Grose-Smith, 1894)
- Praetaxila segecia (Hewitson, 1861)
- Praetaxila statira (Hewitson, 1862)
- Praetaxila tyrannus (Grose-Smith & Kirby, 1897)
- Praetaxila wallacei (Hewitson, 1862)
- Praetaxila weiskei (Rothschild, 1901)